# Wiesław Paluszyński
Wiesław Jacek Paluszyński (ur. 11 lutego 1954 w Częstochowie) – polski inżynier elektronik, informatyk, działacz gospodarczy i społeczny, właściciel firmy informatycznej.

## Życiorys

### Wykształcenie
Szkołę podstawową i Liceum im. Romualda Traugutta ukończył w Częstochowie w 1973. Rozpoczął studia na Wydziale Elektroniki Politechniki Warszawskiej (z przerwą na okres wychowania córki), gdzie w 1985 uzyskał tytuł mgr inż. w specjalności aparatura elektroniczna.
Studia podyplomowe ukończył w 1997 w Akademii Obrony Narodowej na kierunku Bezpieczeństwo państwa, a w 1998 w Szkole Głównej Handlowej na kierunku Konsulting gospodarczy.

### Praca zawodowa
W latach 1980–1990 był dziennikarzem, sekretarzem redakcji i zastępcą redaktora naczelnego w czasopismach technicznych NOT.
Od 1990 pracował na kierowniczych stanowiskach w administracji państwowej – w reorganizacji MSW pod kierunkiem ministra Krzysztofa Kozłowskiego oraz w ROPWiM. W latach 1992–1996 współtworzył Inspekcję Ochrony Środowiska (IOŚ), był zastępcą Głównego Inspektora Ochrony Środowiska oraz pełnomocnikiem  ds. informatyzacji Ministra Ochrony Środowiska, Zasobów Naturalnych i Leśnictwa. Uczestniczył w uzgodnieniach ochrony i zagrożeń środowiska w okresie akcesji Polski do OECD oraz w relacjach Polski w tych obszarach w ramach EKG ONZ. Brał udział w działaniach kontrolnych podczas wyprowadzania z Polski wojsk radzieckich.
W latach 1995–1997 był członkiem Prezydium Rady Koordynacyjnej ds. Teleinformatyki przy Prezesie Rady Ministrów. Na przełomie lat 1996 i 1997 jako Dyrektor Departamentu Bezpieczeństwa Wewnętrznego w Biurze Bezpieczeństwa Narodowego uczestniczył w procesie akcesyjnym Polski do NATO.
W latach 1997–2000 był członkiem zarządu Polskiej Wytwórni Papierów Wartościowych SA (PWPW). Nadzorował piony rozwoju, nowych technologii, oraz nowe projekty: modernizacji technologicznej wytwórni, centrum personalizacji dokumentów samochodowych i druku nowych banknotów.
W 2000 rozpoczął pracę w firmie TP Internet, gdzie do lutego 2003 roku kierował Pionem Technologii i Bezpieczeństwa. W latach 1999–2001 był też członkiem Międzyresortowego Rządowego Zespołu ds. Gospodarki Elektronicznej.
Od maja 2002 roku doradzał prezesowi Agencji Restrukturyzacji i Modernizacji Rolnictwa (ARMiR) w procesie budowy części informatycznej systemu dopłat bezpośrednich dla rolnictwa – IACS. Od lutego do sierpnia 2003, w okresie uruchamiania systemu dopłat bezpośrednich dla rolnictwa pełnił funkcję zastępcy prezesa ARMiR.
Od 2004 zakłada i prowadzi (obecnie – w 2019) firmę Trusted Information Consulting Sp. z o.o. zajmującą się sprawami audytów bezpieczeństwa systemów teleinformatycznych, kryptografii, podpisu elektronicznego i analizy procesów biznesowych związanych z procesem informatyzacji.

### Działalność w środowisku zawodowym
Jest członkiem Stowarzyszenia Dziennikarzy RP od 1985, w latach 1987–1990 był przewodniczącym Koła Stowarzyszenia w Wydawnictwie Sigma-NOT.
Jest członkiem Polskiego Towarzystwa Informatycznego (PTI) od 1996. W latach 2005–2011 pełnił funkcję wiceprezesa PTI, a w latach 2011–2014 oraz od 2016 Przewodniczącego Głównej Komisji Rewizyjnej PTI. W czerwcu 2017 uchwałą XII Zjazdu PTI otrzymał tytuł Członka Honorowego PTI. Od 27 czerwca 2020 jest Prezesem Zarządu Głównego PTI.
Reprezentuje swoją firmę w Polskiej Izbie Informatyki i Telekomunikacji (PIIT) od 2000. W latach 2001–2008 oraz od 2013 był wybierany na dwuletnie kadencje do Rady Izby. Od 2013 został wybrany na funkcję wiceprezesa Zarządu PIIT, którą pełni dalej (2019).
Z ramienia PIIT i PTI uczestniczył w procesach stanowienia prawa w zakresie teleinformatyki: o podpisie elektronicznym, ochronie danych osobowych, e-zdrowia, dokumentów elektronicznych, itp.  W latach 1994–1997 był członkiem Rady Informatyzacji przy Prezesie Rady Ministrów, w latach 1999–2001 członkiem Międzyresortowego Rządowego Zespołu ds. Gospodarki Elektronicznej, a w latach 2010–2011 był członkiem Rady Informatyzacji przy Ministrze Spraw Wewnętrznych i Administracji. Od 2014 jest członkiem Komitetu Monitorującego Programu Operacyjnego Polska Cyfrowa.
Jest też członkiem międzynarodowego Stowarzyszenia Profesjonalistów Systemów Informatycznych Obronności i Bezpieczeństwa AFCEA, gdzie przez 3 kadencje był członkiem Rady Dyrektorów Oddziału Polskiego AFCEA.

### Publikacje
Autor wielu publikacji o charakterze edukacyjnym i naukowym z zakresu informatyki, kryptografii i bezpieczeństwa państwa. Publikował w czasopismach: „Computerworld”, „Elektroniczna Administracja”. W latach 2009–2013 był redaktorem naczelnym kwartalnika „Czas Informacji”, poświęconego aspektom prawnym, organizacyjnym i technicznym informatyzacji sektora publicznego. Był i jest aktywnym prelegentem wielu konferencji dotyczących bezpieczeństwa systemów teleinformatycznych oraz ochrony i podpisywania dokumentów elektronicznych.

### Działalność społeczna
Od 1963 był członkiem ZHP. Instruktor ZHP od 1971. W latach 1971–1973 był komendantem Szczepu Harcerskiego im. Bohaterów Powstania Styczniowego w Częstochowie. Od 1974 w Hufcu Warszawa Mokotów im. Szarych Szeregów, gdzie pełnił funkcję komendanta Kręgu Starszoharcerskiego. W 1975 uzyskał stopień harcmistrza. W latach 1977–1982 był komendantem Hufca. Potem w latach 1986–1988 był przewodniczącym Komisji Instruktorskiej Hufca oraz w okresie 1988–1990 członkiem Prezydium Rady Chorągwi Stołecznej ZHP. Komendant wielu obozów harcerskich i kursów szkoleniowych w latach 1975–1991. Jeden z twórców ogólnopolskich harcerskich Rajdów Arsenał  .
W stanie wojennym od stycznia 1982 do 1985, w uzgodnieniu z druhem Stanisławem Broniewskim „Orszą” i przy wiedzy wybranych osób ze ścisłego grona Komendy Hufca zgodził się na kontakty z SB, przekazując im białe informacje oraz dezinformacje chroniące opozycyjną działalność kadry harcerskiej Hufca. Oświadczenie Stanisława Broniewskiego z 1997 potwierdzające taki przebieg kontaktów z SB jest zdeponowane w kancelarii prawnej i zostało opublikowane w prasie.
W latach 80. ubiegłego wieku pracował m.in. w wydawnictwie „Sigma”, był także członkiem Ochotniczej Rezerwy Milicji Obywatelskiej.
Wiesław Paluszyński w 1990 był jednym z założycieli Krajowego Komitetu Odrodzenia ZHP, którego przewodniczącym był Stanisław Broniewski „Orsza”. Pełnił w nim funkcję sekretarza Generalnego oraz z ramienia Komitetu był wiceprzewodniczącym Społecznej Rady ZHP.
W kwietniu 1988 był jednym z założycieli „Społecznego Komitetu Opieki nad Grobami Poległych Żołnierzy Batalionu »Zośka«”, zainicjowanego przez prof. Władysława Findeisena. Pracował w zarządzie Komitetu pierwszej kadencji, a od 2015 jest jego Wiceprzewodniczącym.
Był też współzałożycielem innych fundacji – w 2002 Kultury Regionalnej, w 2010 Fundacji Politechniki Warszawskiej.

## Odznaczenia i wyróżnienia
- Złoty Krzyż Zasługi – za działalność w prasie technicznej (28 czerwca 1989)
- Krzyż Kawalerski Orderu Odrodzenia Polski – za reorganizację PIOŚ (14 maja 1996)
- Krzyż Oficerski Orderu Odrodzenia Polski – za tworzenie przemysłu teleinformatycznego (9 lutego 2012)[13]
- Krzyż „Za Zasługi dla ZHP” – (17 sierpnia 1982)
- Srebrna Odznaka honorowa „Za Zasługi dla Warszawy” – (20 grudnia 1982)
- Złota Odznaka honorowa „Za Zasługi dla Ochrony Środowiska i Gospodarki Wodnej” – (14 kwietnia 1995)
- Brązowy Medal „Za zasługi dla obronności kraju” – (24 października 1995)
- Złoty Medal „Za Zasługi dla Pożarnictwa” – (16 grudnia 1996)
- Laureat nagrody Info Star – za wdrożenia w polskiej informatyce (dwukrotnie: w 1995 i 2001)
- Nagroda Polskiej Izby Informatyki i Telekomunikacji – (w 2010 oraz w 2013 z okazji 20-lecia Izby)
- Odznaka Honorowa Związku Banków Polskich – (8 czerwca 2016)[14]
- Nagroda 25-lecia PIIT oraz KIGEiT – (marzec 2018)
- Medal 70-lecia Polskiej Informatyki – przyznany przez Kapitułę PTI (2018)